# 马德雷德迪奥斯县
馬德雷德迪奧斯县（西班牙語：Provincia de Madre de Dios），是玻利維亞的县份，位於該國北部，屬於潘多省的一部分，县府設於貢薩洛莫雷諾港，面積10,879平方公里，2001年人口9,521，人口密度每平方公里0.9人。